# Hajdarabad (księstwo)
Hajdarabad – muzułmańskie księstwo istniejące w południowośrodkowych Indiach w latach 1724-1948, ze stolicą w mieście Hajdarabad. Władcy tego organizmu państwowego nosili tytuł nizama.
Państwo to przestało istnieć w 1948 roku w rezultacie operacji militarnej nowo powstałego państwa indyjskiego. W roku 1956 jednostkę administracyjną Hajdarabad podzielono według kryteriów językowych (obecnie stany Maharasztra, Karnataka i Andhra Pradesh).

## Nizamowie Hajdarabadu
- Kamar al-Din Shin Kilij Khan Nizam al-Mulk Fateh Jung Asaf Jah I 1724-1748
- Muhammad Nasir Jang Mir Ahmad 1748-1750
- Muhyi al-Din Muzaffar Jang (nebot, fill d'una germana) 1750-1751
- Mir Ghazi al-Din Firuz Jang 1751-1752 ć
- Asaj al-Dawla Mir Ali Salabat Jang 1751-1761
- Nizam Ali Khan Asaf Jah II 1761-1803
- Mir Akbar Ali Khan Sikandar Jah Asaf Jah III 1803-1829
- Nasir al-Dawla Farkhunda Ali Khan Asaf Jah IV 1829-1857
- Mir Tahniath Ali Khan Afzal al-Dawla Mahbub Ali Khan Asaf Jah V 1857-1869
- Muzaffar al-Mamalik Nizam al-Mulk Nizam al-Dawla Nawab Mir Sir Mahbub Ali Khan Bahadur Fath Jang Asaf Jah VI 1869-1911
- Asaf Jah Muzaffar-ul-Mamalik Nizam-ul-Mulk Nizam-ud-Daula Nawab Mir Sir Osman Ali Khan Bahadur Fath Jang Asaf Jah VII 1911-1948
- Joyanto Nath Chaudhuri, gubernator wojskowy 1948-1949
- Asaf Jah Muzaffar-ul-Mamalik Nizam-ul-Mulk Nizam-ud-Daula Nawab Mir Sir Osman Ali Khan Bahadur Fath Jang Asaf Jah VII, rajpramukh, 1949-1956